# Газовая улица (Санкт-Петербург)
Га́зовая улица — улица в Петроградском районе Санкт-Петербурга. Проходит от Пудожской улицы до набережной реки Карповки.

## Происхождение наименования

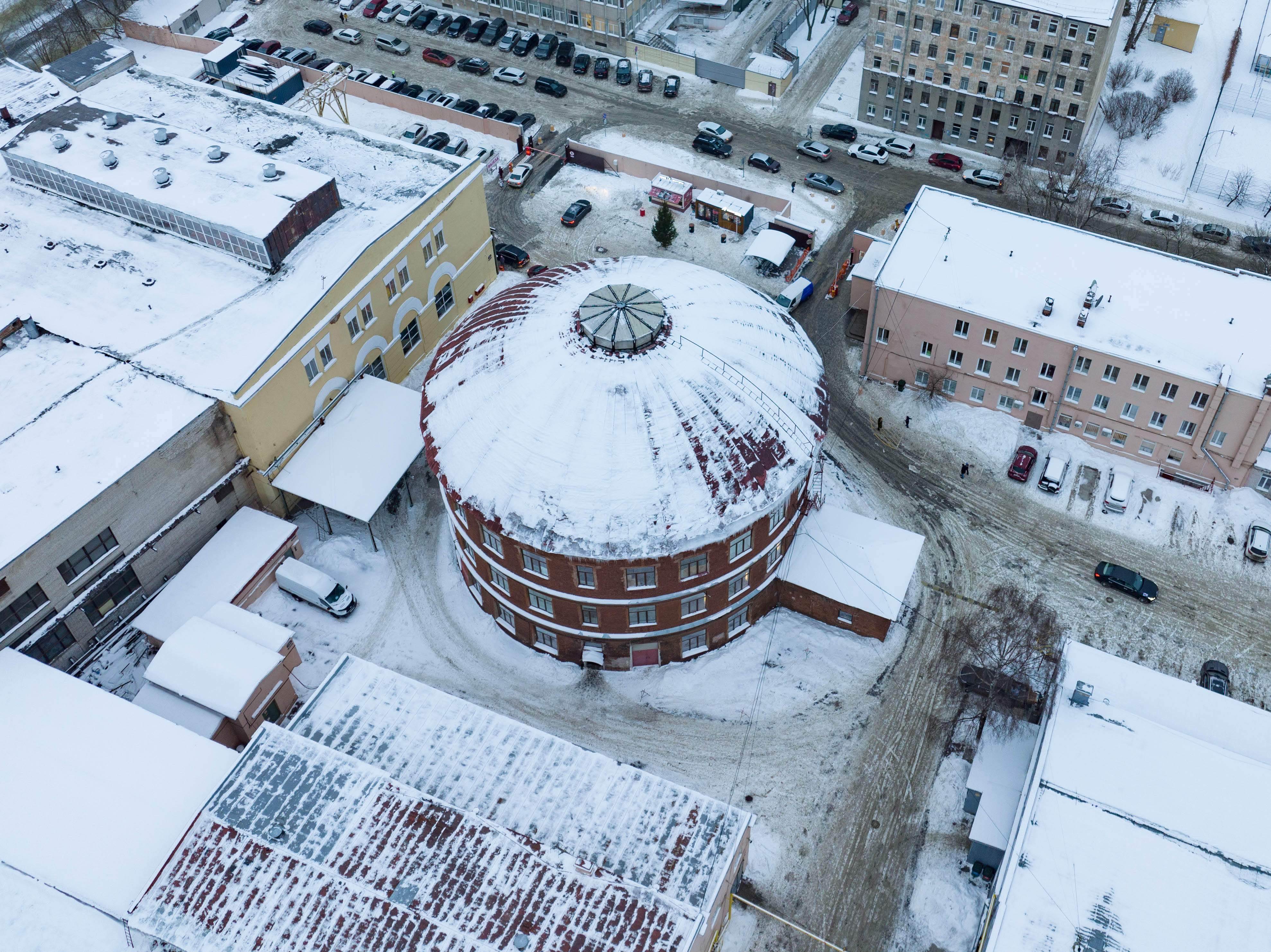
Газгольдер газового завода

Название улицы связано с газовым заводом. Опыты с газовым освещением проводились в Санкт-Петербурге в начале XIX века. В 1880 году английское акционерное общество построило газовый завод для Петроградской и Выборгской сторон. От него и получила своё наименование Газовая улица, близ которой находился тогда завод. Сейчас территория бывшего газового завода занята стадионом «Метрострой» и предприятием по производству лифтов «Стилкон», на территории которого сохранился перестроенный внутри круглый газгольдер XIX века.

## Достопримечательности

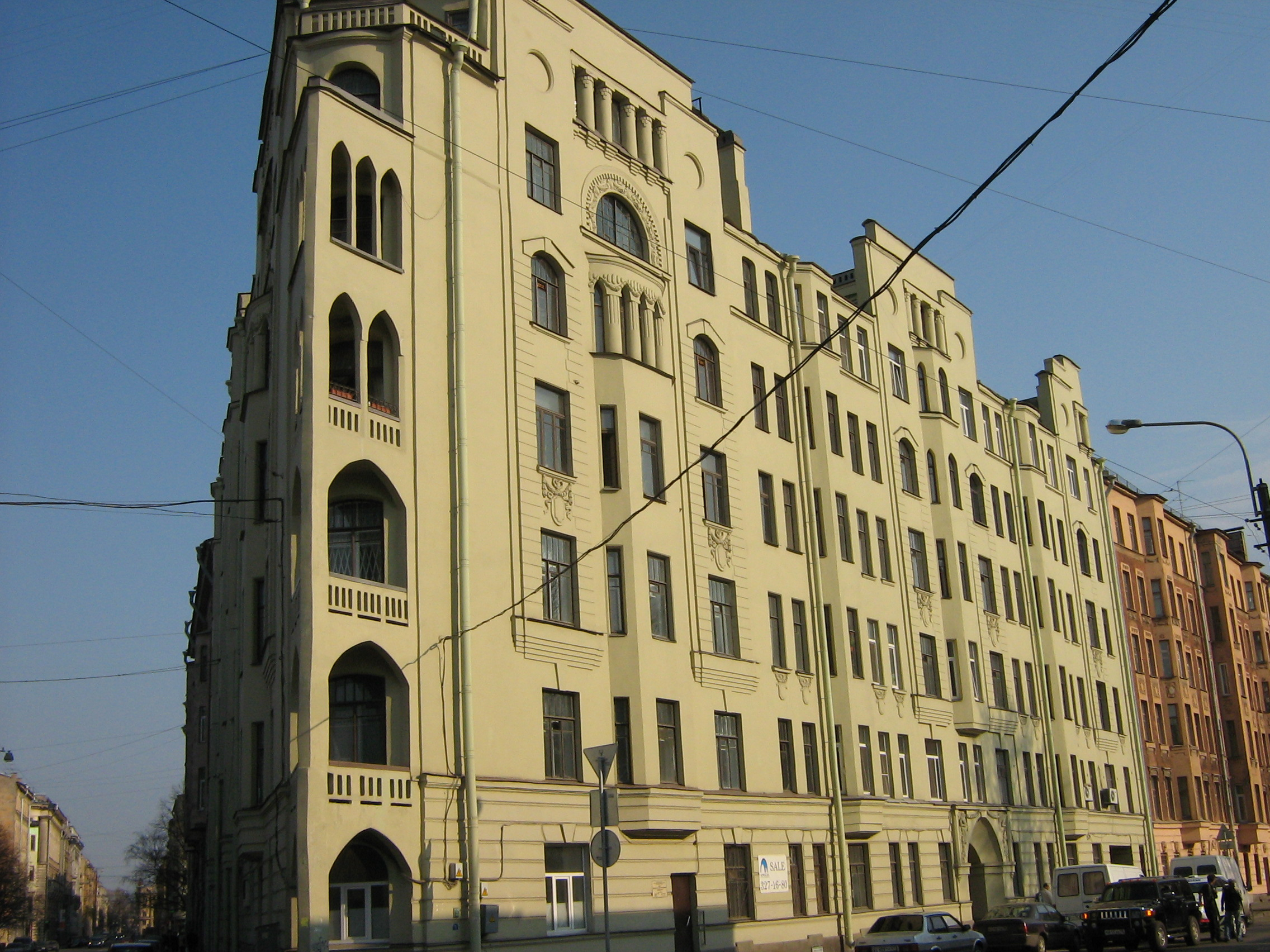
Дом Эрлиха на углу Газовой улицы и улицы Ленина

- Дом 9 / улица Ленина, 52 — доходный дом архитектора А. М. Эрлиха, построенный по его же проекту в 1913 году. Яркий образец стиля модерн с привнесением мотивов готики. На такое нестандартное сочетание стилей архитектора натолкнула необходимость рационально использовать острый угол дома, возникавший при пересечении улиц. Вместо того, чтоб срезать угол, теряя полезную площадь, архитектор спланировал многоярусный балкон со стрельчатыми арками[1].

В этом доме в квартире 24 располагается музей-квартира Елизаровых (Анны Ильиничны Ульяновой-Елизаровой, сестры Ленина, и её мужа М. Т. Елизарова). Здесь с 4 апреля по 5 июля 1917 года жил В. И. Ленин с Н. К. Крупской. В 1924 году жители дома прикрепили на фасаде табличку с напоминанием о том, что тут жил Ленин, а в одном из помещений оборудовали Ленинский зал. Музей был открыт 26 ноября 1927 года и стал одним из первых в стране мемориалов, посвящённых В. И. Ленину. В 1971—1985 гг. в кв. 43 (мансарда) находилась мастерская художницы Т. Н. Глебовой, где она проводила «квартирные» выставки.
- Газгольдер — построен в 1902 году по проекту инженера В. В. Корвина-Круковского для французского газового завода, который располагался неподалёку и был предназначен для переработки и хранения природного газа, использовавшегося для уличного освещения.